# Khea
Іво Альфредо Томас Серу (ісп. Ivo Alfredo Thomas Serue; 13 квітня 2000 Мар-дель-Плата, провінція  Буенос-Айрес, Аргентина), більш відомий під сценічним іменем Khea — аргентинський співак. 

## Біографія
З юних років він розвивав смак до музики, тому вирішив присвятити себе співу. Першими кроками Khea в музичній індустрії була участь у різних музичних фестивалях, він виконував невеликі твори вільного стилю. Перш ніж йому виповнилося 18 років, Khea вже робив свої перші композиції.
У травні 2019 року на Spotify він досяг 14 мільйонів слухачів щомісяця , позиціонуючи себе як один з  180 найслуханіших у світі.